# Nathalie Maillet
Pour les articles homonymes, voir Maillet.
Pas d'image ? Cliquez ici
Nathalie Maillet, Verdun (France), 11 mai 1970 – Gouvy (Belgique), 15 août 2021, est une personnalité française de sport automobile et une architecte.

## Biographie
Née le 11 mai 1970 à Verdun, Nathalie Maillet grandit dans une famille intéressée par le sport automobile ; son père est pilote et l'un de ses oncles, directeur de circuit.
Diplômée en architecture à l'université de Londres-Est,, Nathalie Maillet commence sa carrière en travaillant dans un cabinet spécialisé dans l'éco-architecture, puis fonde en 2000, le cabinet Churchill-Hui International basé au Luxembourg. 
Au début des années 2000, elle rencontre son futur mari Franz Dubois (né à Wasmes le 15 août 1946), âgé de 23 ans de plus qu'elle et originaire du Borinage (Boussu), qui devient son compagnon en 2004. Le couple se marie en 2010 et plusieurs sources indiquent une séparation officielle au début du mois d'août 2021,,,. Franz Dubois, 75 ans lors de son suicide, est également pilote,,,.
En 2004, à l'âge de 33 ans, elle devient pilote automobile ; elle remporte plusieurs compétitions notamment les 25 Heures VW Fun Cup en 2006 et devient championne de Belgique,. 
En juin 2016, elle est nommée directrice du circuit de Spa-Francorchamps situé en Belgique, où elle succède à Pierre-Alain Thibaut ; elle prend ses fonctions le 1er juillet,,.
Le 15 août 2021, Nathalie Maillet est retrouvée morte tuée par balle à son domicile de Gouvy (Belgique), avec sa compagne, l'avocate Ann Lawrence Durviaux,. Son ex-mari Franz Dubois, avec qui elle est en instance de divorce, soupçonné d'être l'auteur de ce double féminicide potentiellement lesbophobe, a appelé la police avant de se suicider,.